# Municipio Catatumbo
Catatumbo es uno de los 21 municipios del estado Zulia, en Venezuela. Ubicado al sur del estado, en la frontera con Colombia, posee una superficie de 5 387 km², y una población de 106 114 habitantes para 2016. Su capital es Encontrados. El Municipio está dividido en dos parroquias (Encontrados y Udón Pérez).

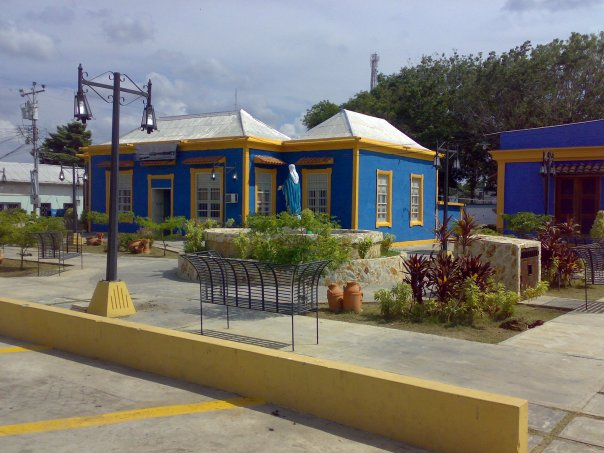
Sede Poder Ejecutivo Municipal, Catatumbo

Se caracteriza por poseer una zona de bosque seco y una zona de bosque muy húmedo, de suelos con pésimo drenaje lo que facilita la sobresaturación hídrica y la creación de ciénagas.

## Historia
En el siglo XVI, después que Ambrosio Alfinger ocupa a Maracaibo, emprende una expedición hacia el sur por Perijá, antes llamada serranía de Itotes; en Ocaña muere al enfrentarse a los indígenas; su lugarteniente sigue hasta los valles de Cúcuta, desde donde regresa a Maracaibo siguiendo el curso del río Zulia que vierte sus aguas al río Catatumbo; este encuentro de los ríos lo llaman "los ríos encontrados".

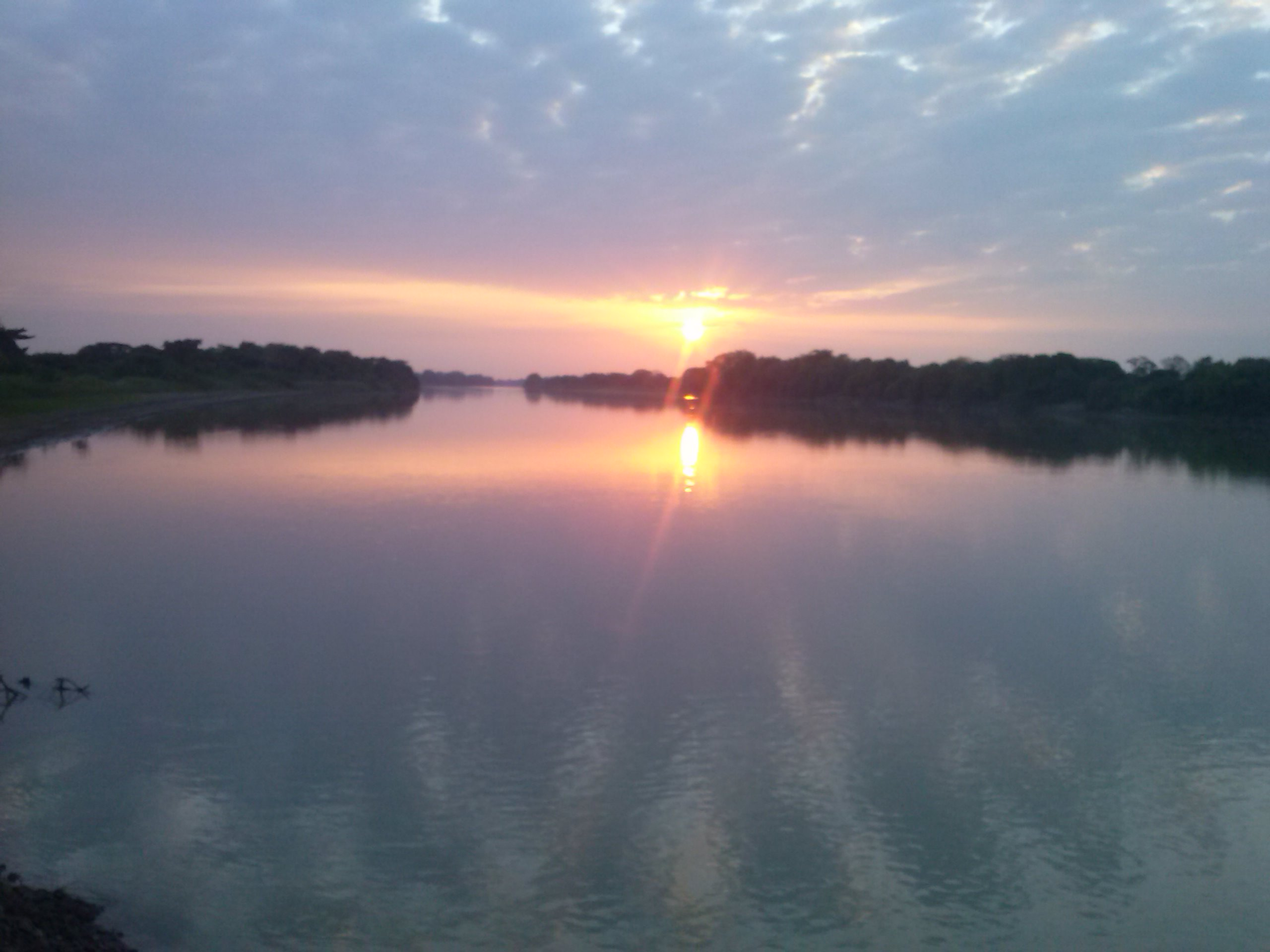
Río Catatumbo, Venezuela

Lo que originó el nombre del centro poblado. Los expedicionarios informaron sobre la existencia de esta gran vía fluvial y la calidad de sus tierras. Así la compañía Guipuzcoana realizó actividades en esta zona, extrayendo madera, resinas y productos agrícolas, pecuarios y de la pesca de larga duración como: coco, pescado salado, piezas de cacería, maíz y cacao, originando numerosas haciendas; es entonces cuando se fundó a Encontrados, El Guayabo, San José de las Palmas y luego Casigua El Cubo. 
Para 1856 el territorio zuliano se dividía en cantones y parroquias; el territorio que comprende al Municipio Catatumbo estaba enmarcado dentro del cantón Perijá y el cantón Zulia. Posterior a la Guerra Federal se restablece el estatus político administrativo del estado, permaneciendo aún el territorio de Catatumbo sin figurar en el mapa geopolítico.

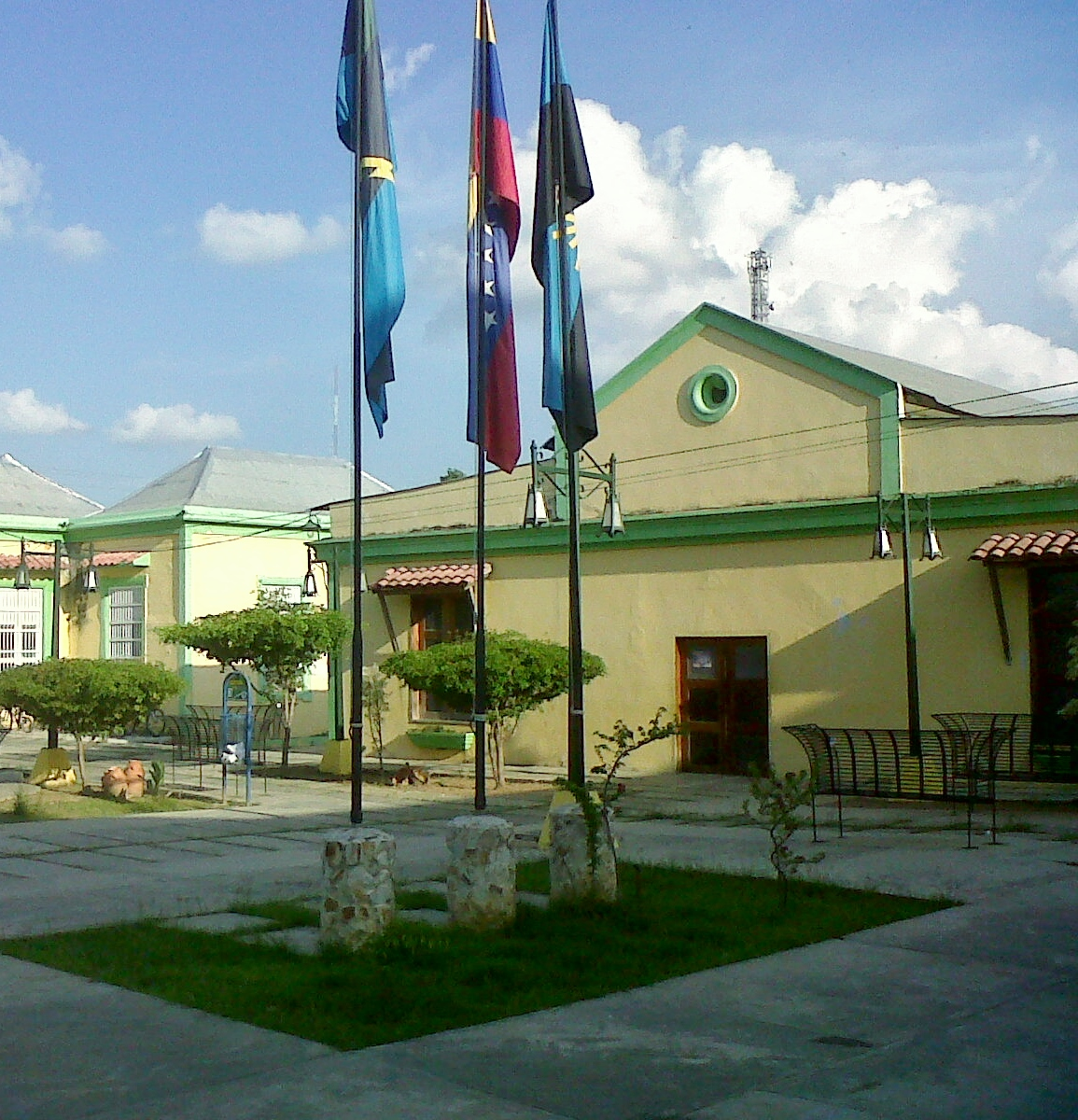
Sede Poder Legislativo, Municipio Catatumbo

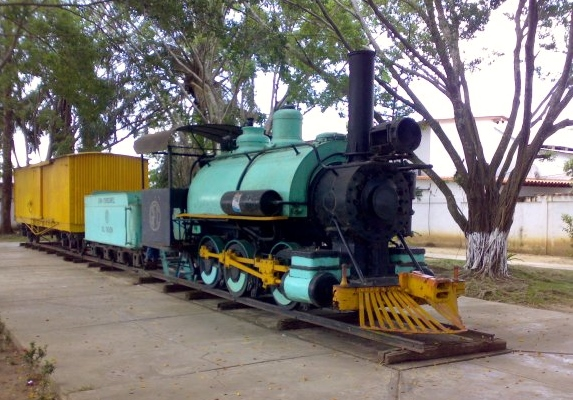
Gran Ferrocarril del Táchira, Catatumbo

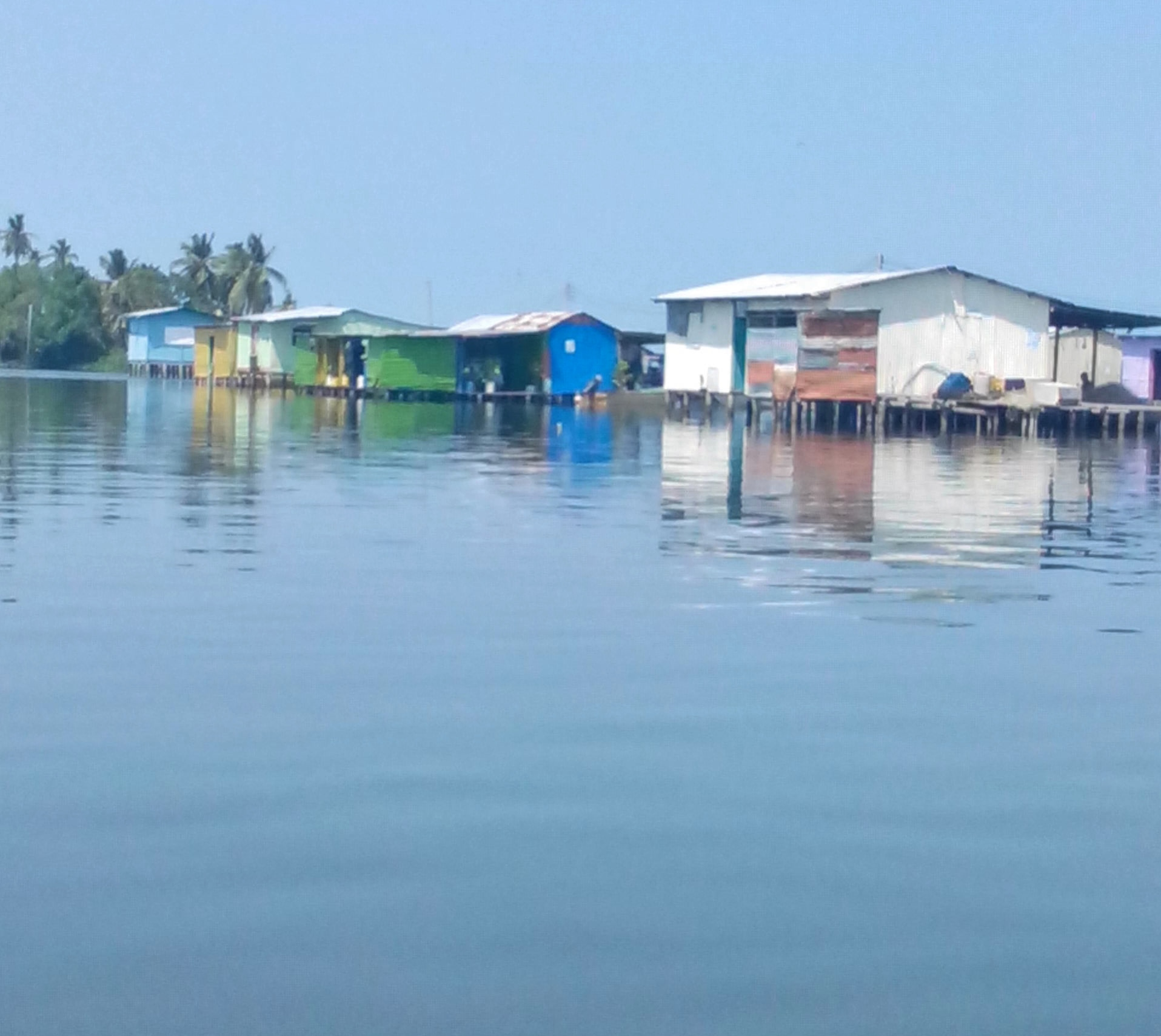
Pueblos de agua (palafitos), Municipio Catatumbo

Para 1896 se da la construcción del Gran Ferrocarril del Táchira que iba desde la estación Táchira (hoy San Félix) a Encontrados. La zona del Tarra, territorio indígena Barí, fue productora de madera en la época colonial. La producción petrolera se dio a comienzos del siglo XX a través del señor Teodoro Gutiérrez, llegando a funcionar al poco tiempo la Colón Development, obteniendo las concesiones en 1913. Encontrados, El Guayabo, Casigua El Cubo y demás poblados pertenecían hasta ese entonces al distrito Colón. 
Para 1984 se forma el Concejo Municipal del distrito Catatumbo y en 1989, con la nueva Ley de División Político-Territorial pasa a denominarse Municipio Catatumbo.
El 7 de septiembre de 2015 el presidente venezolano, Nicolás Maduro declara parcialmente un Estado de excepción en el estado fronterizo del Zulia, por la crisis diplomática con Colombia originado por los acontecimientos ocurridos en el Estado Táchira el 21 de agosto del mismo año. Para esa fecha fueron tres los municipios afectados por la acción presidencial. El día 15 del mismo mes el cierre de frontera y la aplicación del estado de excepción se extiende a otros siete municipios de la entidad zuliana, siendo esta entidad municipal uno de los municipios afectados por la medida presidencial.

## Geografía

### Organización parroquial

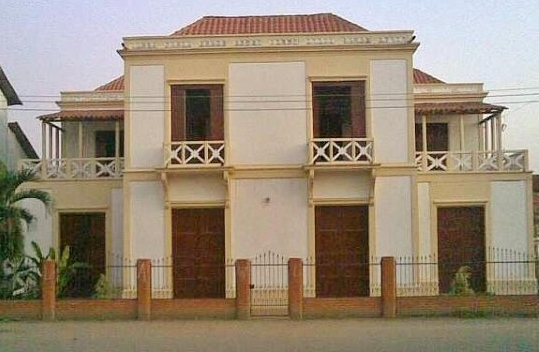
Estación Gran Ferrocarril del Táchira, Encontrados, Municipio Catatumbo

| Parroquia           | Superficie | Población | Densidad |
| ------------------- | ---------- | --------- | -------- |
| Encontrados         | km²        | hab.      | hab./km² |
| Udón Pérez          | km²        | hab.      | hab./km² |
| Municipio Catatumbo | km²        | hab.      | hab./km² |

### Poblados
El municipio está dividido en dos (2) Parroquias:
- Parroquia Encontrados: Capital Encontrados;

Centro poblado que lo conforman:
-Valderrama km 19
-Campo Alegre km 28
-Pampanito
-Caño Limones
-Caña Dulce
-Arañadero
-Congo Mirador
-Ologa
-Caño Caimán
- Parroquia Udón Pérez: Capital el Guayabo;

Centro poblado que lo conforman:
-El Rull km 33
-El Gallinazo km 40
-San Rafael km 52
-San José de la Palma
-Sináis
-El Gallinero

### Clima
| Parámetros climáticos promedio de Municipio Catatumbo, según datos de 1 estaciones meteorológicas (1977-1985) y sensores remotos (2000-2011) | Parámetros climáticos promedio de Municipio Catatumbo, según datos de 1 estaciones meteorológicas (1977-1985) y sensores remotos (2000-2011) | Parámetros climáticos promedio de Municipio Catatumbo, según datos de 1 estaciones meteorológicas (1977-1985) y sensores remotos (2000-2011) | Parámetros climáticos promedio de Municipio Catatumbo, según datos de 1 estaciones meteorológicas (1977-1985) y sensores remotos (2000-2011) | Parámetros climáticos promedio de Municipio Catatumbo, según datos de 1 estaciones meteorológicas (1977-1985) y sensores remotos (2000-2011) | Parámetros climáticos promedio de Municipio Catatumbo, según datos de 1 estaciones meteorológicas (1977-1985) y sensores remotos (2000-2011) | Parámetros climáticos promedio de Municipio Catatumbo, según datos de 1 estaciones meteorológicas (1977-1985) y sensores remotos (2000-2011) | Parámetros climáticos promedio de Municipio Catatumbo, según datos de 1 estaciones meteorológicas (1977-1985) y sensores remotos (2000-2011) | Parámetros climáticos promedio de Municipio Catatumbo, según datos de 1 estaciones meteorológicas (1977-1985) y sensores remotos (2000-2011) | Parámetros climáticos promedio de Municipio Catatumbo, según datos de 1 estaciones meteorológicas (1977-1985) y sensores remotos (2000-2011) | Parámetros climáticos promedio de Municipio Catatumbo, según datos de 1 estaciones meteorológicas (1977-1985) y sensores remotos (2000-2011) | Parámetros climáticos promedio de Municipio Catatumbo, según datos de 1 estaciones meteorológicas (1977-1985) y sensores remotos (2000-2011) | Parámetros climáticos promedio de Municipio Catatumbo, según datos de 1 estaciones meteorológicas (1977-1985) y sensores remotos (2000-2011) | Parámetros climáticos promedio de Municipio Catatumbo, según datos de 1 estaciones meteorológicas (1977-1985) y sensores remotos (2000-2011) |
| Mes | Ene. | Feb. | Mar. | Abr. | May. | Jun. | Jul. | Ago. | Sep. | Oct. | Nov. | Dic. | Anual |
| --- | --- | --- | --- | --- | --- | --- | --- | --- | --- | --- | --- | --- | --- |
| Temp. máx. abs. (°C) | 34.8 | 38.8 | 39.0 | 33.7 | 33.4 | 32.9 | 34.4 | 36.2 | 35.7 | 32.4 | 31.1 | 31.1 | 39.0 |
| Temp. máx. media (°C) | 27.0 | 28.3 | 28.4 | 27.6 | 27.5 | 27.1 | 27.7 | 28.4 | 28.7 | 27.5 | 26.1 | 25.9 | 28.7 |
| Temp. media (°C) | 27.6 | 27.8 | 28.2 | 28.3 | 28.5 | 28.6 | 28.8 | 28.9 | 29.2 | 29.1 | 28.6 | 27.9 | 28.5 |
| Temp. mín. media (°C) | 22.5 | 22.6 | 22.8 | 23.8 | 24.2 | 24.2 | 23.4 | 24.5 | 24.0 | 23.8 | 23.0 | 22.2 | 22.2 |
| Temp. mín. abs. (°C) | 14.6 | 16.7 | 13.3 | 14.1 | 14.9 | 14.4 | 12.2 | 13.2 | 15.4 | 10.6 | 14.5 | 13.6 | 10.6 |
| Fuente n.º 1: MOD11A2 MODIS/Terra Land Surface Temperature/Emissivity                                                                        | | | | | | | | | | | | | |
| Fuente n.º 2: Instituto Nacional de Meteorología e Hidrología de la República Bolivariana de Venezuela                                       | | | | | | | | | | | | | |

## Economía
Con un gran potencial agrícola vegetal, el municipio es un importante productor de yuca, maíz, limón, plátano, cacao, entre otros rubros. Además, cuenta con una destacada producción de lácteos. Sin embargo, sus principales fortalezas económicas se encuentran en la producción maderera, pesquera y ganadera.

## Política y gobierno

### Alcaldes
| Período     | Alcalde             | Partido político / Alianza | % de votos | Notas |
| ----------- | ------------------- | -------------------------- | ---------- | --- |
| 1989 - 1992 | Pedro Godoy         | Copei                      | 43,03      | Primer alcalde bajo elecciones directas |
| 1992 - 1995 | José Ángel Urdaneta | Copei                      | 48,20      | Segundo alcalde bajo elecciones directas |
| 1995 - 2000 | Jairo Valbuena      | AD                         | -          | Tercer alcalde bajo elecciones directas (se realizaron elecciones generales adelantadas en el 2000 debido a la aprobación de la Constitución de 1999) |
| 2000 - 2004 | Jairo Valbuena      | AD                         | 49,62      | Reelecto |
| 2004 - 2007 | Fernando Loaiza     | AD                         | 54,21      | Cuarto alcalde bajo elecciones directas |
| 2007 - 2013 | Fernando Loaiza     | AD                         | 60,75      | Reelecto (se postergan 1 año las elecciones municipales pautadas para finales del 2012)                                                               |
| 2013 - 2017 | Fernando Loaiza     | AD MUD                     | 48,93      | Reelecto |
| 2017 - 2021 | Wilmer Ariza        | PSUV                       | 62,12      | Quinto alcalde bajo elecciones directas |
| 2021 - 2025 | Fernando Loaiza     | AD MUD                     | 55,04      | Sexto alcalde bajo elecciones directas |
| 2025        | Cesar Urdaneta      | AD MUD                     | -          | Designado alcalde encargado tras la detención de Fernando Loaiza.                                                                                     |

### Concejo municipal
Período 2021 - 2025
| Concejales           | Partido político / Alianza |
| -------------------- | -------------------------- |
| Maria Canovas        | MUD                        |
| José Gregorio Bracho | MUD                        |
| Mileida Urdaneta     | MUD                        |
| Celio Bracho         | PSUV                       |
| Lila Sánchez         | PSUV                       |
| Alexander Chavez     | PSUV                       |
| Amelia Vargas        | (Representación Indígena)  |